# 582928 Smriglio
582928 Smriglio este o planetă minoră (asteroid) din centura de asteroizi. A fost descoperită pe 23 februarie 2012 la  de . 
Obiectul prezintă o orbită caracterizată de o semiaxă mare de 2,5815509576417 UAi, o excentricitate de 0,092532785742559, o înclinație de 13,239350044203 ° în raport cu ecliptica.